# Troels Kløve
Troels Kløve Hallstrøm (ur. 23 października 1990) – duński piłkarz grający na pozycji pomocnika w Odense BK.

## Kariera klubowa
Treningi piłki nożnej rozpoczął w Hatting/Torsted IF. W 2003 roku trafił do AC Horsens, a w lutym 2009 został włączony do pierwszej drużyny tego klubu, podpisując półtoraroczny kontrakt. W czerwcu 2010 podpisał kolejną, roczną umowę z klubem. W pierwszym zespole zadebiutował w ostatnim meczu sezonu 2009/2010 – 19 czerwca 2010 z BK Frem. W maju 2011 przedłużył kontrakt z klubem o 2 lata. W październiku przedłużył umowę do lata 2016. W czerwcu 2015 przeszedł do SønderjyskE Fodbold, z którym podpisał trzyletni kontrakt. W styczniu 2018 podpisał trzyletni kontrakt z Odense Boldklub obowiązujący od lipca 2018, jednakże jeszcze w tym samym miesiącu zdecydowano o jego natychmiastowym wykupieniu.